# ملوك فنون القتال المختلطة
ملوك فنون القتال المختلطة (بالإنجليزية: Kings MMA)‏ هي صالة ألعاب رياضية لفنون القتال المختلطة تقع في شاطئ هنتنغتون، كاليفورنيا، ويرأسها المدرب رافائيل كورديرو. انتقل كورديرو، وهو مقاتل فنون قتالية مختلطة ناجح في موطنه البرازيل، إلى الولايات المتحدة في عام 2008، وكان منتسبًا سابقًا وكان مدربًا في صالة الألعاب الرياضية الرائدة أكاديمية شوت باكس. في عام 2010، أسس صالة ملوك فنون القتال المختلطة الرياضية.

## وصلات خارجية
- kingsmma.com (بالإنجليزية)